# 멍쯔이
멍쯔이(중국어 간체자: 孟子义, 정체자: 孟子義, 병음: Mèng Zǐyì, 한자음: 맹자의, 1995년 12월 5일 ~ )는 중국의 배우이다.

## 출연작

### 드라마
- 2017년 동방 위성 텔레비전 주파극장 《사조영웅전》 - 목염자 역
- 2017년 저장 위성 텔레비전 중국람극장 《하소동난, 하소하량》 -  양야리 역
- 2018년 유쿠 웹드라마 《내의선생》 - 서맹맹 역
- 2018년 후난위성텔레비전 청춘진행중 《량생, 아문가불가이불우상》 - 닝웨이양 역
- 2018년 텐센트 웹드라마 《나말속우아적성광》 - 소안 역
- 2018년 텐센트 웹드라마 《장야》 - 엽홍어 역
- 2019년 텐센트 웹드라마 《진정령》 - 온정 역
- 2020년 후난위성텔레비전 청춘진행중 《아불시구물광》 - 가오양 역
- 2020년 텐센트 웹드라마 《부세쌍교전》 - 부옥잔 역
- 2020년 베이징 텔레비전 품질극장 《연운대: 태후천하》 - 이사 역
- 2021년 텐센트 웹드라마 《설중한도행: 왕의 길》 - 홍서 역
- 2022년 텐센트 웹드라마 《설영웅수시영웅》 - 뢰순 역
- 2022년 유쿠 웹드라마 《침향여설》 - 지석 역
- 2023년 텐센트 웹드라마 《화유리일문》 - 화유리 역
- 2024년 텐센트 웹드라마 《김용무협세계: 철혈단심》 - 매초풍 역
- 2024년 텐센트 웹드라마 《구중자》 - 도우조 역